# Посуель-де-Аріса
Посуель-де-Аріса (ісп. Pozuel de Ariza) — муніципалітет в Іспанії, у складі автономної спільноти Арагон, у провінції Сарагоса. Населення — 20 осіб (2010).
Муніципалітет розташований на відстані близько 170 км на північний схід від Мадрида, 110 км на захід від Сарагоси.

## Демографія
Динаміка населення (INE ):

## Галерея зображень

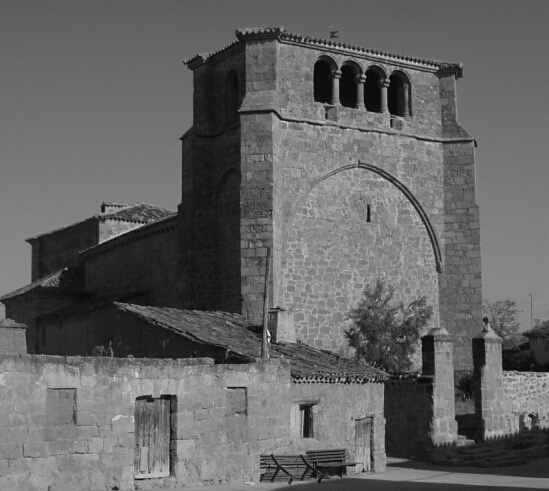
Парафіяльна церква Нуестра-Сеньйора-де-ла-Асунсьйон